# 日本国外の鉄道模型メーカーの一覧
日本国外の鉄道模型メーカーの一覧 (にほんこくがいのてつどうもけいメーカーのいちらん) では、日本国外の鉄道模型メーカーをアルファベット順に挙げる。
主に列車模型を作るメーカーを記す。
一覧中には現存していないメーカーを含む。
ハイフン以下はメーカーのある国・地域と主に扱う縮尺・軌間を示す。

## A
- アクメ (ACME) - イタリア、HO、N
- アジン精工 (AJIN) - 韓国、O、HO、N
  - アジン・トレイン・モデル (ATM) - 韓国、HO
- アメリカンフライヤー (American Flyer) - アメリカ、O、S
- アリストクラフト (Aristo-Craft) - アメリカ、G（A）
- アーノルト (Arnold) - 西ドイツ・ドイツ、TT、N
- アサーン (Athern) - アメリカ、HO、N
- アトラス (Atlas) - アメリカ、O、HO、N

## B
- バックマン (Bachmann) - アメリカ・イギリス・中国、G、O、OO、HO、N
- バセットローク (Bassett-Lowke) - イギリス、2、1、O、OO
- ベモ (Bemo) - 西ドイツ・ドイツ、HO、HOナロー
- ビング (Bing) - ドイツ、3、1、O、OO
- ボックホルト (Bockholt) - 西ドイツ・ドイツ、1
- ブラヴァ (BRAWA) - 西ドイツ・ドイツ、G、HO、TT、N

## D
- ダポール (Dapol) - イギリス、OO、N

## E
- エガーバーン (Egger-bahn) - ドイツ、HOナロー
- エレクトロトレン (Electrotren) - スペイン、HO、N
- エレットレン (Elettren) - イタリア、O

## F
- フライシュマン (Fleischmann) - 西ドイツ・ドイツ、O、HO、N
- フルグレックス (Fulgurex) - スイス、O、HO、N

## G
- グラハム・ファリッシュ (Graham Falish) - イギリス、OO、N

## H
- ハグ (HAG) - スイス、O、HO、N
- ホーンビィ (Hornby) - イギリス、OO、HO、N
- ヒューブナー (Hübner) - 西ドイツ・ドイツ、1
- 韓国精密模型 (Hantrck) - 韓国、O、HO、1、コンピュータ数値制御

## I
- イベルトレン (Ibertren) - スペイン、HO、N
- アイヴス (Ives) - アメリカ、1、O

## J
- ジョエフ (Jouef) - フランス、HO
- ジェップ (JEP) - フランス、O、OO、HO

## K
- ケーディー (Kadee) - アメリカ、G、1、O、S、HO
- クラインバーン (Kleinbahn) - オーストリア、HO
- クラインモデルバーン (Klein Modellbahn) - オーストリア、HO

## L
- レーマン (Lehmann) - 西ドイツ・ドイツ、G
- レマコ (Lemaco) - スイス、O、HO、N
- ライフライク (Life-Like) - アメリカ、HO、N
- リリプット (Liliput) - オーストリア、G、HO、HOナロー、N
- リマ (LIMA) - イタリア、O、HO、N
- ラインズ・ブラザーズ (Lines Bros.) - イギリス、OO、HO、TT
- ライオネル (Lionel) - アメリカ、2、1、O、HO
- ロンバルディ (Lombardi) - イタリア、O

## M
- メルクリン (Märklin) - 西ドイツ・ドイツ、1、O、OO、HO、N、Z
- メカノ (Meccano) - イギリス・フランス、O、OO、HO
- メハノ (MEHANO) - ユーゴスラビア・スロベニア、HO、TT、N
- マイクロメタキット (Micro-Metakit) - ドイツ、HO

## O
- オーバーランド・モデルズ (Overland Models) - アメリカ、O、HO

## P
- ピィコ (Peco) - イギリス、G、O、OO、HO、N、Z
- ピコ (PIKO) - 東ドイツ・ドイツ、G、HO、TT、N

## R
- リバロッシ (Rivarossi) - イタリア、O、OO、HO、N
- ロコ (Roco) - オーストリア、Oナロー、HO、TT、N
- レーヴァ (Röwa) - 西ドイツ、HO、N

## S
- ザクセンモデレ (Sachsenmodelle) - 東ドイツ・ドイツ、HO
- サムホンサ (Samhongsa) - 韓国、O、HO、N

## T
- ティリーヒ (Tillig) - 東ドイツ・ドイツ、HO、TT
- 鐵支路模型 (Touch-Rail Models) - 台湾、N
- トリックス (TRIX) - 西ドイツ・ドイツ・イギリス、OO、HO、N